# Beer Street et Gin Lane
Beer Street et Gin Lane sont deux estampes publiées en 1751 par l'artiste anglais William Hogarth en soutien à ce qui allait devenir le Gin Act 1751 (en). Composés pour être vus côte à côte, ils décrivent les dérives de la consommation de gin en opposition avec les avantages de boire de la bière. À peu près au même moment et sur le même sujet, Henry Fielding, un ami de Hogarth, publie An Inquiry into the Late Increase in Robbers (Une enquête sur l’augmentation récente du nombre de voleurs). Publiées avec Les Quatre Étapes de la cruauté, les estampes s'inscrivent dans un mouvement initié dans Industry and Idleness (Industrie et paresse), s'éloignant de la description des faiblesses dérisoires de la société à la mode (comme il l’avait fait avec Marriage A-la-Mode) et se dirigeant plus vers une satire plus tranchée sur les problèmes de la pauvreté et du crime.
En première lecture, Hogarth décrit les habitants de Beer Street comme étant heureux et en bonne santé abreuvés par la bière anglaise, et ceux qui vivent à Gin Lane sont détruits par leur dépendance à l’esprit étranger du gin. Cependant, comme de nombreuses œuvres de Hogarth, une inspection plus minutieuse révèle d'autres cibles de sa satire et révèle que la pauvreté de Gin Lane et la prospérité de Beer Street sont plus intimement liées qu'elles ne le paraissent à première vue. Gin Lane présente des scènes choquantes d'infanticide, de famine, de folie, de délabrement et de suicide, tandis que Beer Street décrit l'industrie, la santé, la bonhomie et le commerce florissant.
Comme pour d'autres gravures auxquelles il attribuait une fonction spécifiquement éducative, Hogarth a destiné ces deux œuvres à des acheteurs issus du peuple plutôt qu'au marché des amateurs d'art. Pour que le prix soit le plus bas possible, le trait gravé est plus épais, afin de permettre l'impression de nombreux tirages sans perte majeure de qualité.